# Propriété d'approximation

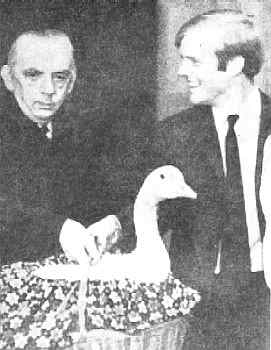
La construction d’un espace de Banach sans la propriété d’approximation valut à Per Enflo une oie vivante en 1972 : celle-ci avait été promise en 1936 par Stanislaw Mazur (à gauche) pour la résolution du problème.

En analyse, un espace de Banach X a la propriété d’approximation, abrégée en PA, si tout opérateur compact à valeurs dans X (et défini sur un espace de Banach arbitraire) est une limite d’opérateurs bornés de rangs finis. Notons que la réciproque est toujours vraie.
Tout espace de Hilbert a cette propriété. Il existe des espaces de Banach qui ne l’ont pas : Per Enflo a publié le premier contre-exemple en 1973, mais beaucoup de travail dans cette direction avait été fait par Alexandre Grothendieck. De nombreux autres contre-exemples ont été ensuite trouvés.

## Définitions
Soit X un espace de Banach.
Une définition de « X a la PA » équivalente à celle de l'introduction est : pour tout ensemble compact K ⊂ X et tout ε > 0, il existe un opérateur borné T : X → X de rang fini tel que ║Tx – x║ ≤ ε, pour tout x ∈ K.
D’autres variantes de cette propriété sont aussi étudiées en analyse fonctionnelle.
Soit 1 ≤ λ < ∞. On dit que X a la propriété de λ-approximation (λ-PA), si pour tout ensemble compact K ⊂ X et tout ε > 0, il existe un opérateur T : X → X de rang fini tel que ║Tx – x║ ≤ ε, pour tout x ∈ K, et ║T║ ≤ λ.
On dit que X a la propriété d’approximation bornée (PAB), s’il a la λ-PA pour un λ.
On dit que X a la propriété d’approximation métrique (PAM), s’il est 1-PA.
On dit que X a la propriété d’approximation compacte (PAC), si dans la définition de PA, « opérateur de rang fini » est remplacé par « opérateur compact ».

## Propriétés
Si le dual X' de X a la PA (resp. la PAB, la PAM), alors X aussi.
Pour un espace réflexif, PA implique PAM.
Si l'espace Y et le dual X' de X ont la PA, alors l'espace des opérateurs compacts de X dans Y et celui des opérateurs à trace (en) l'ont aussi.
Tout espace possédant une base de Schauder est séparable et PAB (on peut utiliser les projections associées à la base comme les T de la définition, et invoquer le théorème de Banach-Steinhaus).
La réciproque est fausse : il existe même deux espaces réflexifs X et Y tels que Y et X⊕Y ont une base de Schauder, mais pas X.

## Exemples et contre-exemples
Tous les espaces Lp (1 ≤ p ≤ ∞) d'un espace mesuré et plus généralement les espaces d'Orlicz, ainsi que leurs ultrapuissances, ont la PAB.
L'espace des fonctions continues bornées sur un espace complètement régulier, muni de la norme de la convergence uniforme, a la PAM.
Uffe Haagerup a démontré que la C*-algèbre réduite (en) du groupe libre à n générateurs (n ≥ 2), bien que non nucléaire (en), a la PAM.
L’espace des opérateurs bornés sur ℓ2 n’a pas la PA.
Enflo a construit un sous-espace non PAB (et réflexif, donc non PA) de l'espace c0 des suites de limite nulle.
Les espaces ℓp pour p ≠ 2 possèdent, eux aussi, des sous-espaces fermés non PA.
Contrairement à ce que cette famille d'exemples inciterait à conjecturer, un espace de Banach sans sous-espace fermé non PA n'est pas nécessairement isomorphe à un espace de Hilbert, même en imposant aussi cette hypothèse pour ses quotients.